# Pentacentrus laminifer
Pentacentrus laminifer är en insektsart som beskrevs av Lucien Chopard 1940. Pentacentrus laminifer ingår i släktet Pentacentrus och familjen syrsor. Inga underarter finns listade i Catalogue of Life.